# IC 3185
IC 3185 је спирална галаксија у сазвјежђу Береникина коса која се налази на листи објеката дубоког неба у Индекс каталогу.
Деклинација објекта је + 25° 25' 46" а ректасцензија 12h 20m 52,6s. Привидна величина (магнитуда) објекта IC 3185 износи 14,9 а фотографска магнитуда 15,7. IC 3185 је још познат и под ознакама CGCG 128-81, KUG 1218+257, PGC 39874.